# Violettrött metallfly
Violettrött metallfly (Autographa jota) är en fjärilsart som beskrevs av Carl von Linné 1758. Violettrött metallfly ingår i släktet Autographa och familjen nattflyn. Arten är reproducerande i Sverige. Inga underarter finns listade i Catalogue of Life.

## Bildgalleri

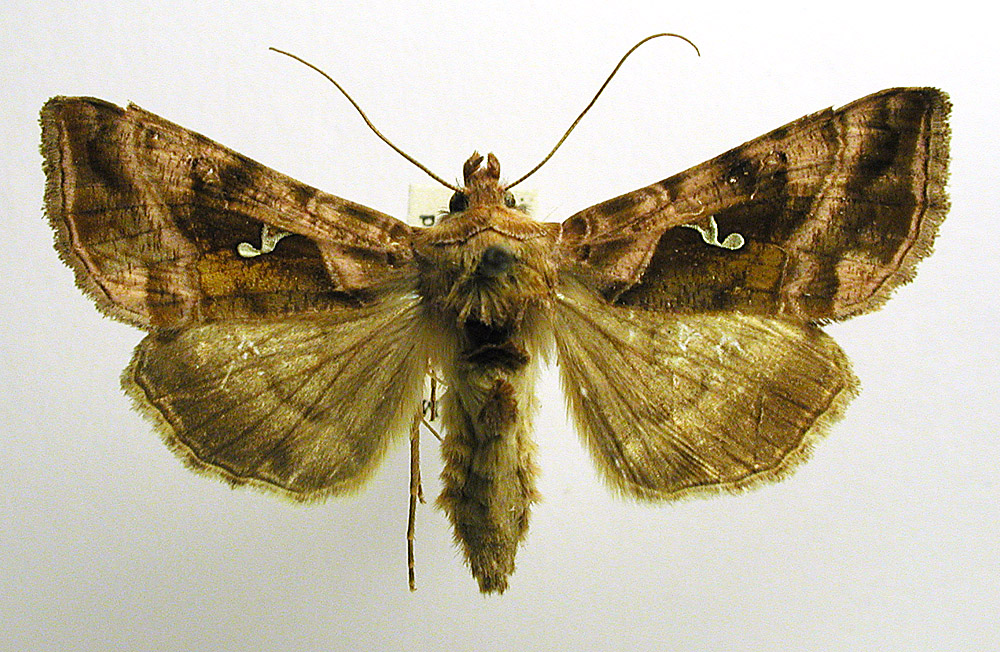
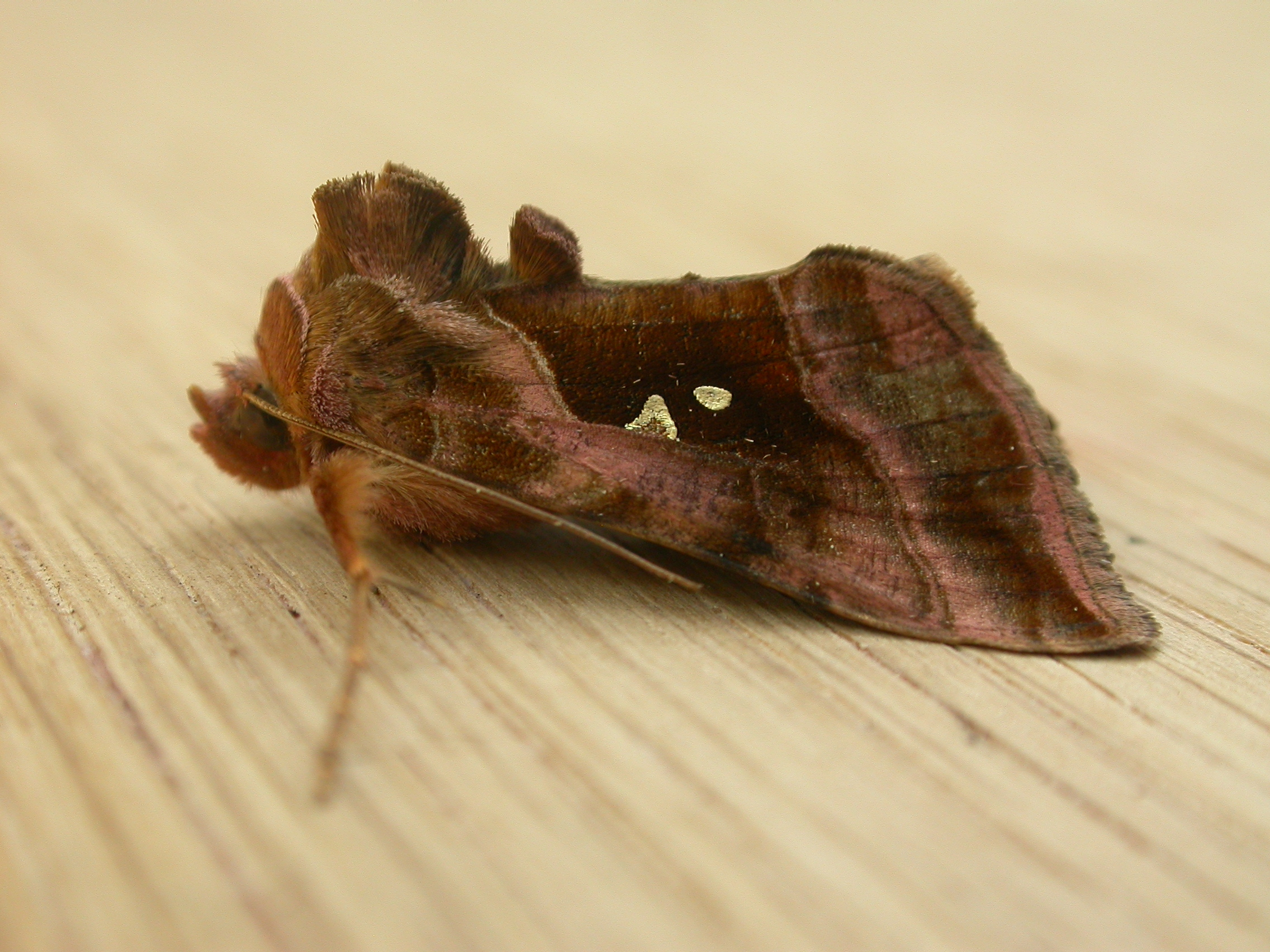
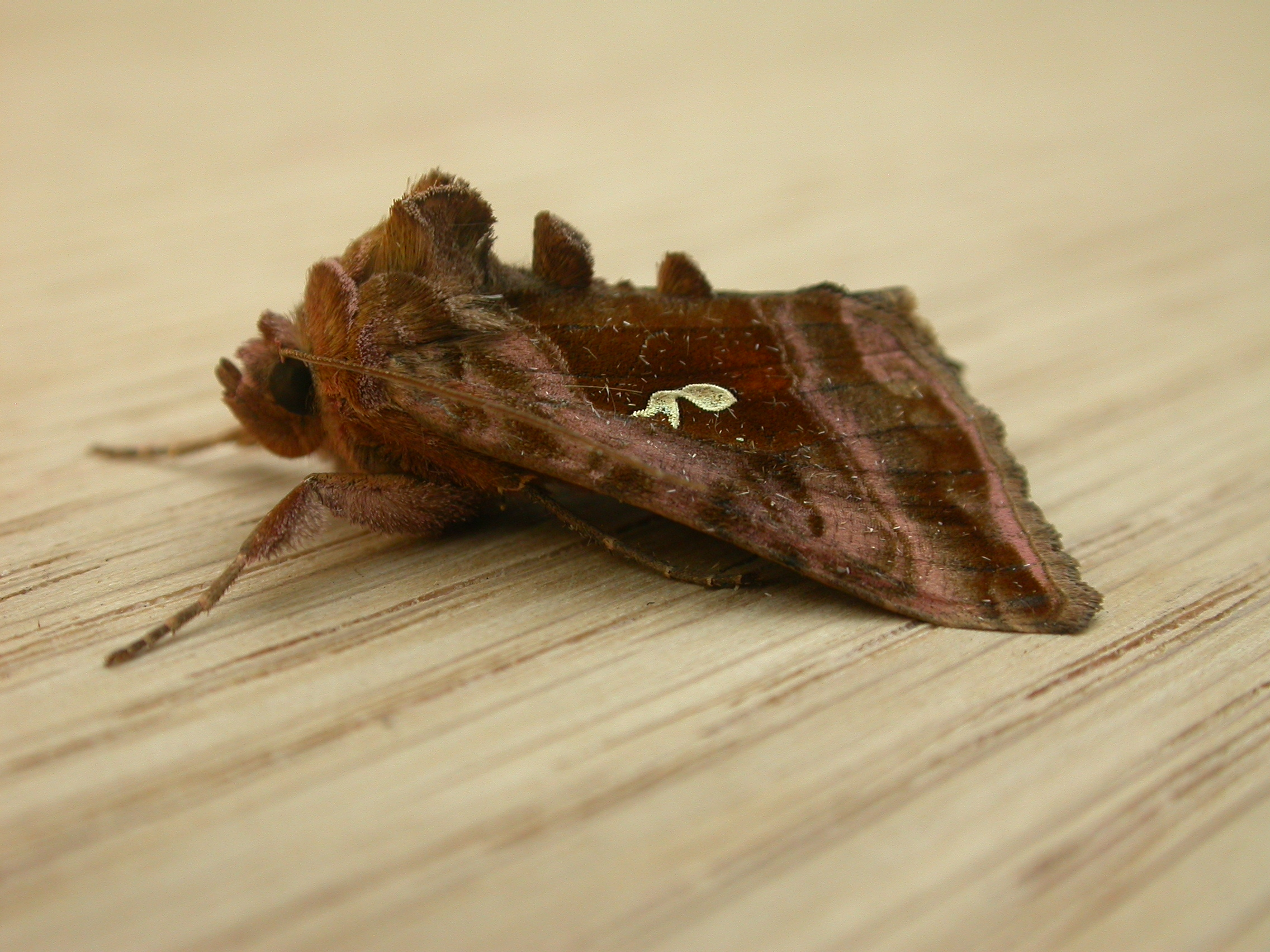
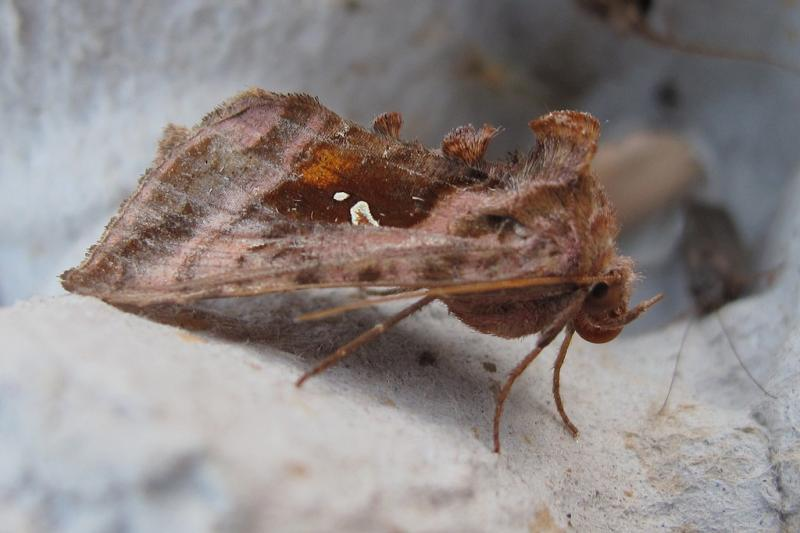
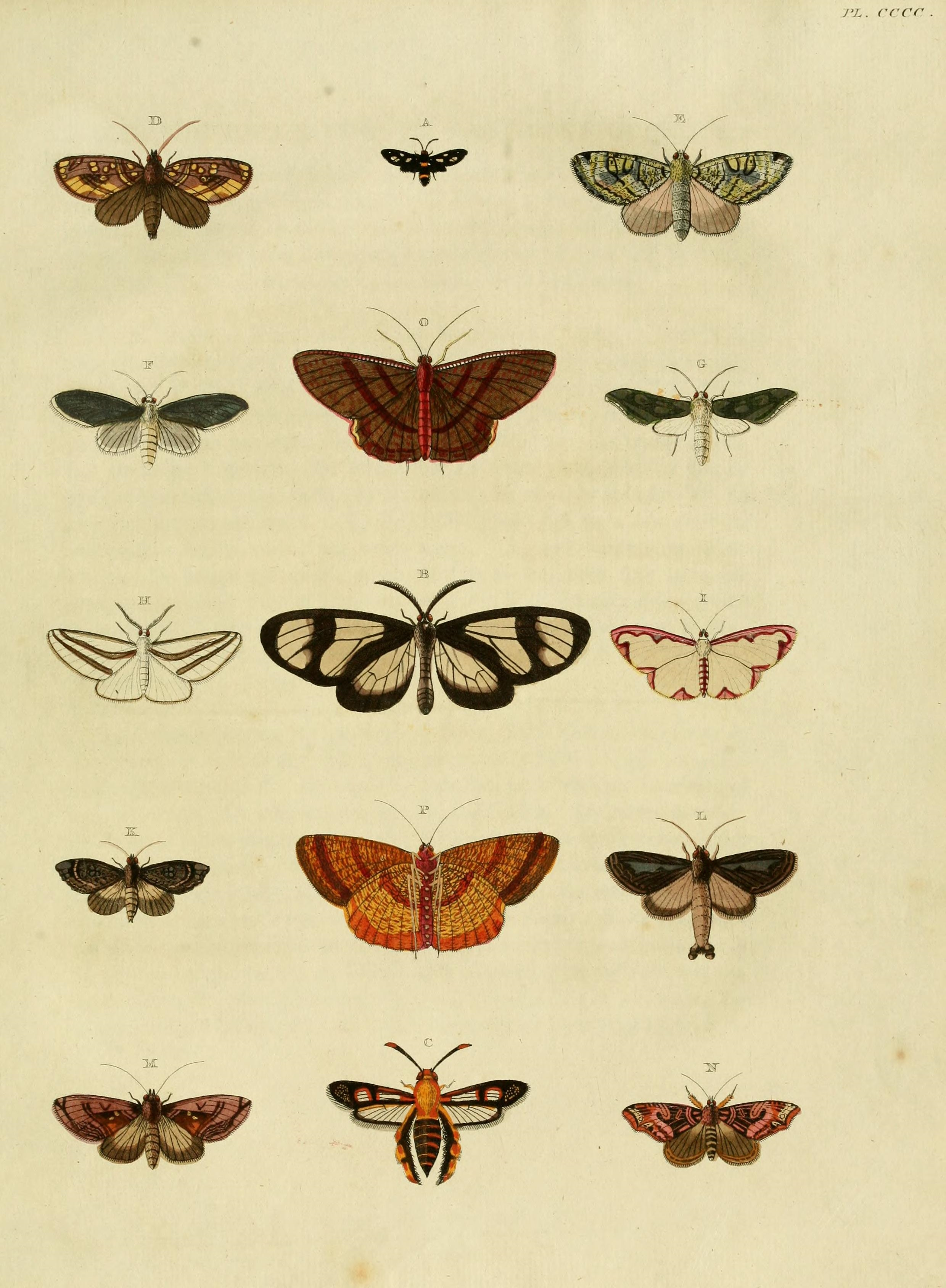
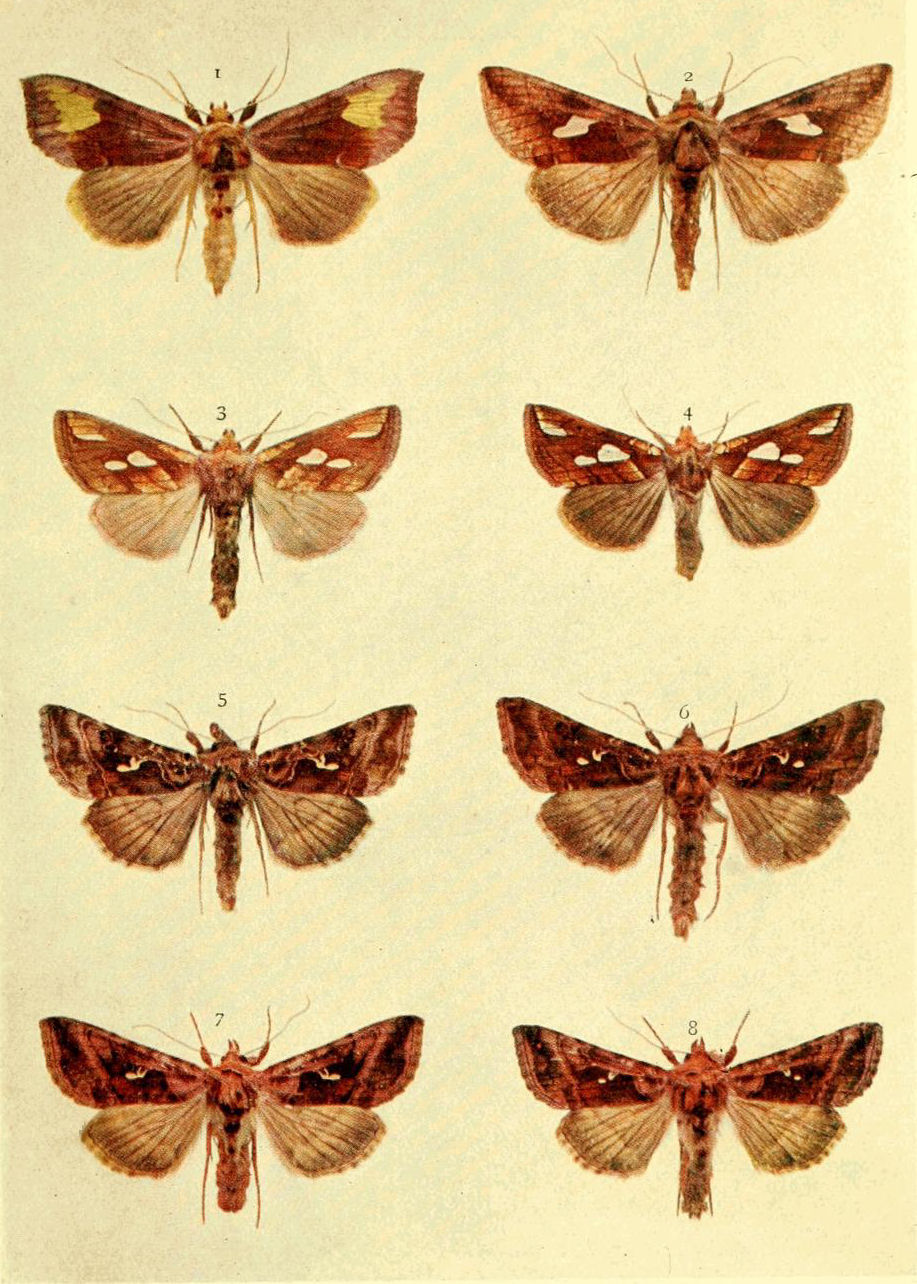